# Crinum salsum
Crinum salsum är en amaryllisväxtart som beskrevs av Pierfelice Ravenna. Crinum salsum ingår i släktet Crinum, och familjen amaryllisväxter. Inga underarter finns listade i Catalogue of Life.